# تیه‌نه
تیه‌نه (به ایتالیایی: Thiene) یک کومونه در ایتالیا است که در استان ویچنزا واقع شده‌ است. تیه‌نه ۱۹٫۷ کیلومتر مربع مساحت و ۲۳٬۹۲۷ نفر جمعیت دارد و ۱۴۷ متر بالاتر از سطح دریا واقع شده‌است. این شهر یک بخش زنده صنعتی دارد که شامل شرکت‌های صنعتی کوچک می‌شود.

## خواهرخوانده
شهرهای سائو کتانو دو سول، آپ، وکلوز و مالی لشینی خواهرخوانده‌های تیه‌نه هستند.